# Fly Yeti
Fly Yeti là hãng hàng không giá rẻ liên doanh giữa hãng Yeti Airlines của Nepal và hãng Air Arabia của Các Tiểu vương quốc Ả rập Thống nhất, trụ sở đặt tại Kathmandu. Hãng được thành lập năm 2007 và có căn cứ ở Sân bay quốc tế Tribhuvan.

## Các nơi đến
- Ấn Độ

- Delhi

- Các Tiểu vương quốc Ả rập Thống nhất

- Abu Dhabi
- Sharjah

- Trung quốc

- Hồng Kông (dự trù năm 2008)

- Malaysia

- Kuala Lumpur

- Nepal

- Kathmandu

- Qatar

- Doha

- Thái Lan

- Bangkok (dự trù năm 2008)

## Đội máy bay
Hiện nay chưa có thông tin nào về đội máy bay của Fly Yeti